# Секънд хенд
Секънд хенд е бъдещ български ситком на режисьора и сценарист Григор Лефтеров. Филмът започва да се снима на 15 юни 2010 година.

## Актьорски състав
- Николай Урумов – Жорж, собственик на магазина
- Илка Зафирова – Грета, касиер-счетоводител
- Жанет Иванова – Продавачка
- Гергана Данданова – Продавачка
- Пламен Великов – Продавач
- Филип Аврамов – Петко, охрана, общ работник и шофьор в магазина.